# بيتر جيير
بيتر جيير (بالألمانية: Peter Geyer)‏ (مواليد 11 ديسمبر 1952 في نورمبرغ) وهو لاعب كرة قدم ألماني سابق بمجموعه 256 مباراة في الدوري الالماني لنادي Tennis Borussia Berlin وبوروسيا دورتموند، اينتراخت براونشفايغ وأنهى مسيرته مع اينتراخت براونشفايغ.

## روابط خارجية
- بيتر جيير على موقع قاعدة بيانات كرة القدم.إي يو (الإنجليزية)
- بيتر جيير على موقع بيانات كرة القدم. دي إي (الألمانية)
- بيتر جيير على موقع عالم كرة القدم.نت (الإنجليزية)